# フォード・コスワース・CRエンジン
フォード・コスワース・CRエンジン(Ford cosworth CR engine)はフォードの資金提供を受けたコスワースによって製作されたフォーミュラ1 (F1) 用エンジン。
2005年シーズンと2006年シーズンに用いられたCK2004、TJ2005、TJ2006エンジンもCRエンジンをベースとしているのでこの項で述べる。

## 歴史

### CRシリーズ
1994年以来使用されてきたZETEC-Rに替えて、ワークス供給用のエンジンとして開発されたのがCRである。投入初年度である1999年にスチュワートのジョニー・ハーバートによって優勝を、同チームのルーベンス・バリチェロによってポールポジションを得たが、このエンジンではこれが唯一の獲得となってしまった。2000年以降はスチュワートを買収したジャガーに供給されるも表彰台を何度か獲得するにとどまった。
2002年にはアロウズに、2003年から2004年にかけてミナルディとジョーダン(フォード名義)にカスタマー供給された。2004年にミナルディに供給されたCR-3Lは、CR-3に1レース分の400kmの耐久力を持たせたエンジン(LongのL)である。2003年ブラジルGPでジョーダンのジャンカルロ・フィジケラが荒れに荒れたレースで優勝。これがフォード・コスワースにとってのF1での最後の優勝である。

### CK2004,TJ2005,TJ2006
2004年末にフォードがジャガーとコスワースを売却したため、2005年以降のF1へのエンジン供給が不安視されていたが、最終的には問題が生じることも無かった。
2005年の開幕3戦にミナルディに搭載されたCK2004エンジンは前年使用したCR-3Lを、第4戦目からとレッドブルに開幕以来搭載されていたTJ2005シリーズ10エンジンはCR-6を、2レース持つように修正したエンジンである。シーズン途中でレッドブルにはシリーズ14のアップデートエンジンが供給された。
2006年に新たにコスワースからエンジン供給を受けることとなったウィリアムズにはV8エンジンであるコスワースCA2006エンジンを供給する一方、ミナルディを買収したトロ・ロッソには前年にレッドブルが使用したエンジンに回転数制限を加えたTJ2006シリーズ14エンジンが投入された。これはV8エンジンの供給を受けられそうに無いチームが暫定的にV10の性能制限版を使用できるとの救済措置にのっとって使用された。

## スペック

### CR-1
(フォードRS1)
- 気筒数・角度　V型10気筒・72度
- 排気量　2,998cc
- 燃料＆オイル　テキサコ(スチュワート)、エルフ(ジョーダン)

### CR-2
(フォードRS2)
- 気筒数・角度　V型10気筒・72度
- 排気量　2,998cc
- 全長　569mm
- 全幅　506mm
- 全高　492mm
- 重量　97kg
- スパークプラグ　チャンピオン
- 燃料＆オイル　テキサコ(ジャガー)、エルフ(ジョーダン)

### CR-3
- 気筒数・角度　V型10気筒・72度
- 排気量　2,998cc
- 最高回転数　18,000回転
- 全長　569mm
- 全幅　490mm
- 全高　490mm
- 重量　97kg
- ブロック　アルミニウム
- ピストン　アルミニウム合金
- エンジンマネージメント　Pi
- イグニッションシステム　コスワースレーシング
- スパークプラグ　チャンピオン
- 燃料＆オイル　テキサコ(ジャガー)、エルフ(アロウズ、ミナルディ)

### CR-3L
- 気筒数・角度　V型10気筒・72度
- 排気量　2,998cc
- 最高回転数　18,000回転
- 全長　569mm
- 全幅　490mm
- 全高　490mm
- 重量　97kg
- ブロック　アルミニウム
- ピストン　アルミニウム合金
- エンジンマネージメント　Pi
- イグニッションシステム　コスワースレーシング
- スパークプラグ　チャンピオン
- 燃料＆オイル　エルフ(ミナルディ)

### CR-4
- 気筒数・角度　V型10気筒・72度
- 排気量　2,998cc
- スパークプラグ　チャンピオン
- 燃料＆オイル　カストロール(ジャガー)

### CR-5
- 気筒数・角度　V型10気筒・90度
- 排気量　2,998cc
- ブロック　アルミニウム
- ピストン　アルミニウム合金
- エンジンマネージメント　Pi
- イグニッションシステム　コスワースレーシング
- スパークプラグ　チャンピオン
- 燃料＆オイル　カストロール(ジャガー)

### CR-6
- 気筒数・角度　V型10気筒・90度
- 最高回転数　18,000回転
- ブロック　アルミニウム
- ピストン　アルミニウム合金
- クランクシャフト　スチール
- エンジンマネージメント　Pi製
- イグニションシステム　コスワースレーシング
- スパークプラグ　チャンピオン
- 燃料＆オイル　カストロール(ジャガー)

### CK2004
- 気筒数・角度　V型10気筒・72度
- 排気量　2,998cc
- ブロック　アルミニウム
- ピストン　アルミニウム合金
- クランクシャフト　スチール
- エンジンマネージメント　Pi製
- イグニションシステム　コスワースレーシング
- スパークプラグ　チャンピオン
- 燃料＆オイル　エルフ(ミナルディ)

### TJ2005
- 気筒数・角度　V型10気筒・90度
- 最高回転数　18,000回転
- ブロック　アルミニウム
- ピストン　アルミニウム合金
- クランクシャフト　スチール
- エンジンマネージメント　Pi製
- イグニションシステム　コスワースレーシング社製
- スパークプラグ　チャンピオン
- 燃料＆オイル　カストロール(レッドブル)、エルフ(ミナルディ)

### TJ2006
- 気筒数・角度　V型10気筒・90度
- 最高回転数　16,700回転(レギュレーションにより)
- ブロック　アルミニウム
- ピストン　アルミニウム合金
- クランクシャフト　スチール
- エンジンマネージメント　Pi製
- イグニションシステム　コスワースレーシング社製
- スパークプラグ　チャンピオン
- 燃料＆オイル　カストロール(トロ・ロッソ)
- 備考　リストリクター装着による吸気量の制限

## 記録
- F1での優勝回数　1回
- 優勝　1999年　ヨーロッパGP　
  - ドライバー　ジョニー・ハーバート
  - コンストラクター　スチュワート・フォード
- F1でのポールポジション回数　1回
- ポールポジション　1999年　フランスGP
  - ドライバー　ルーベンス・バリチェロ
  - コンストラクター　スチュワート・フォード
- 総合優勝（ドライバー）0回
- 総合優勝（コンストラクター）0回

## 供給チーム
- スチュワート　(1999年) (CR-1)
- ジャガー　(2000年-2004年) (CR-2,3,4,5,6)
- アロウズ　(2002年) (CR-3)
- ジョーダン　(2003年-2004年)(RS1,2)
- ミナルディ　(2003年-2005年) (CR-3,3L,CK2004,TJ2005)
- レッドブル　(2005年) (TJ2005)
- スクーデリア・トロ・ロッソ　(2006年) (TJ2006)